# Żółciak siarkowy

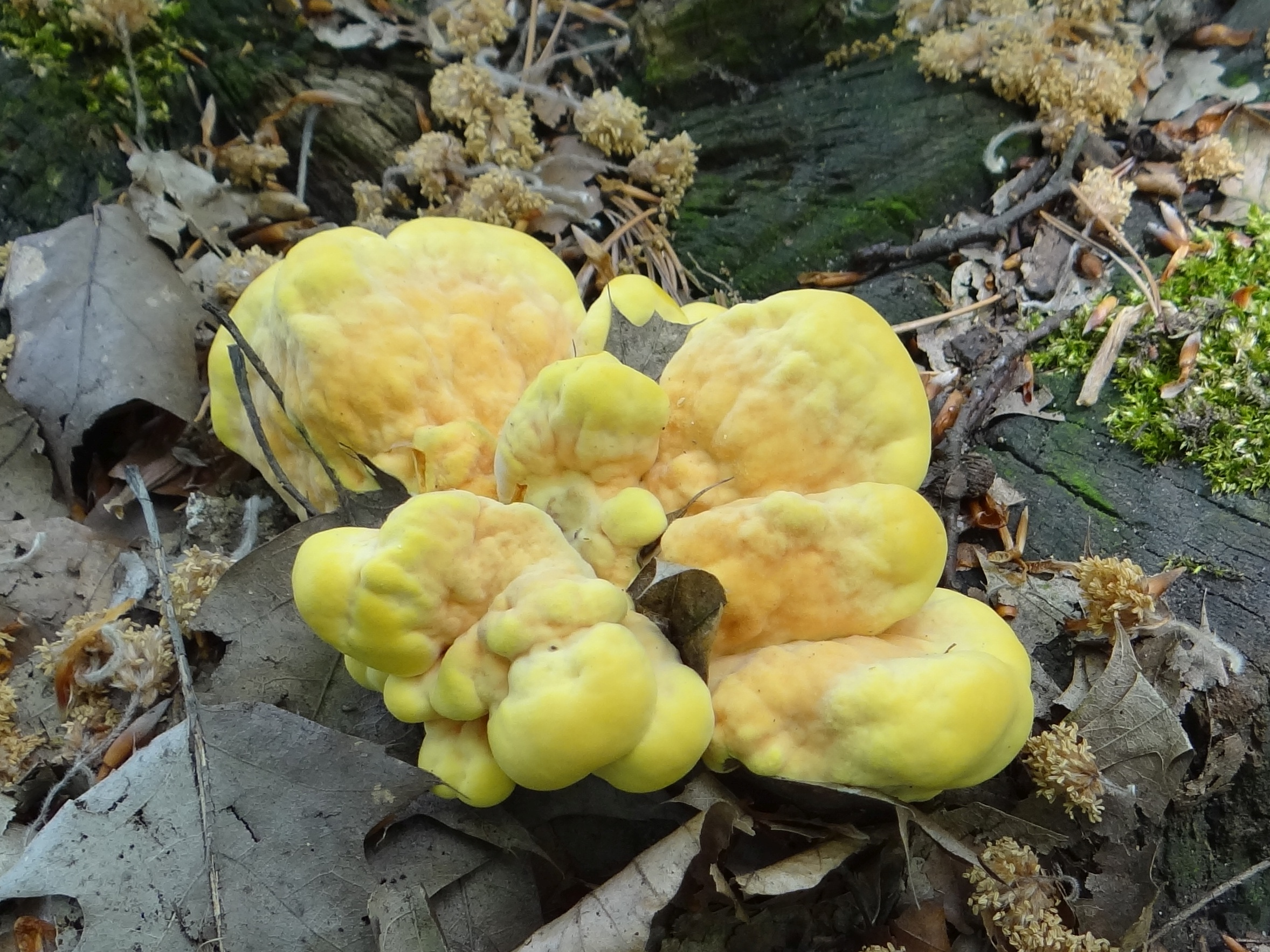
Młode owocniki

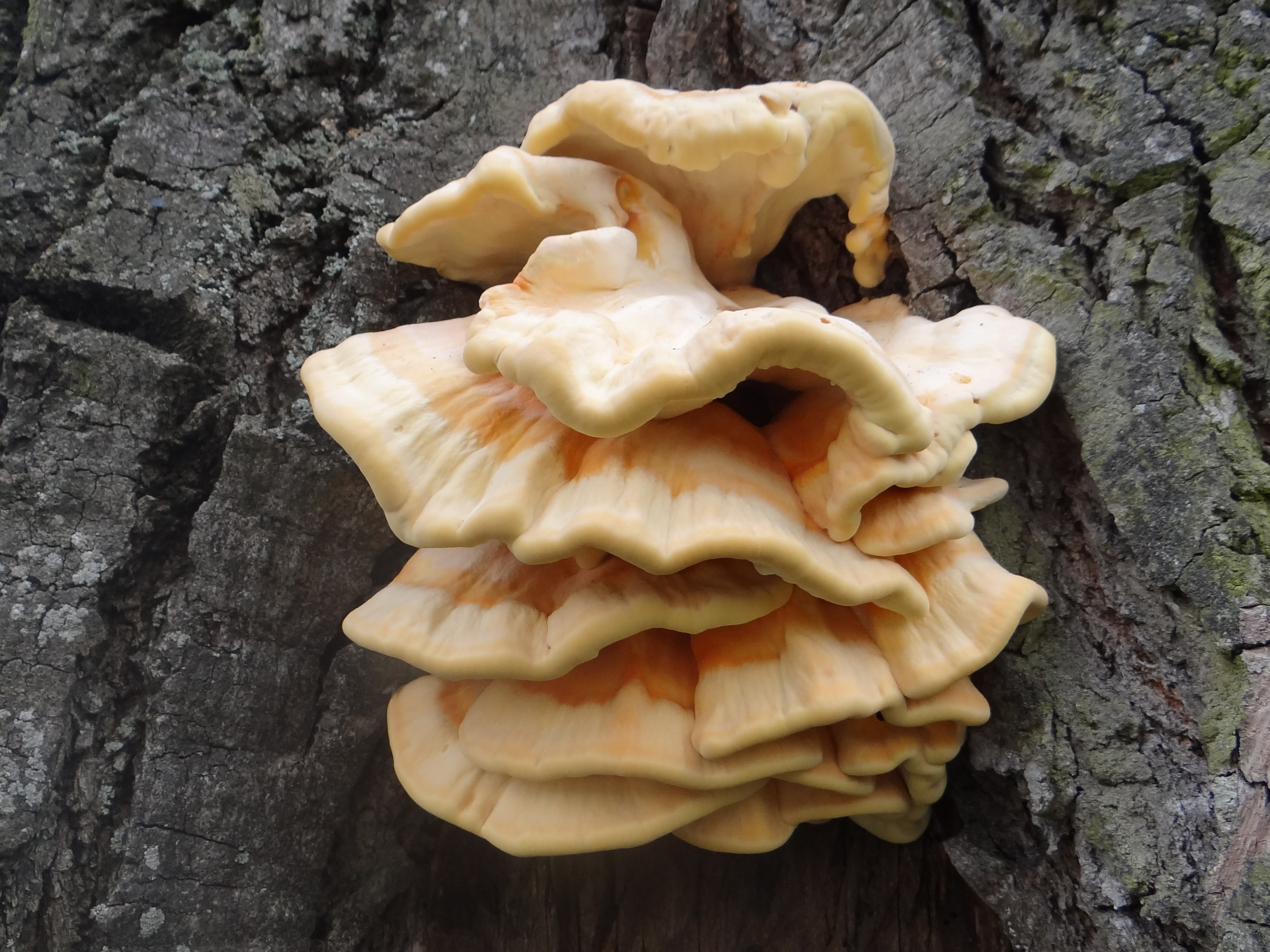

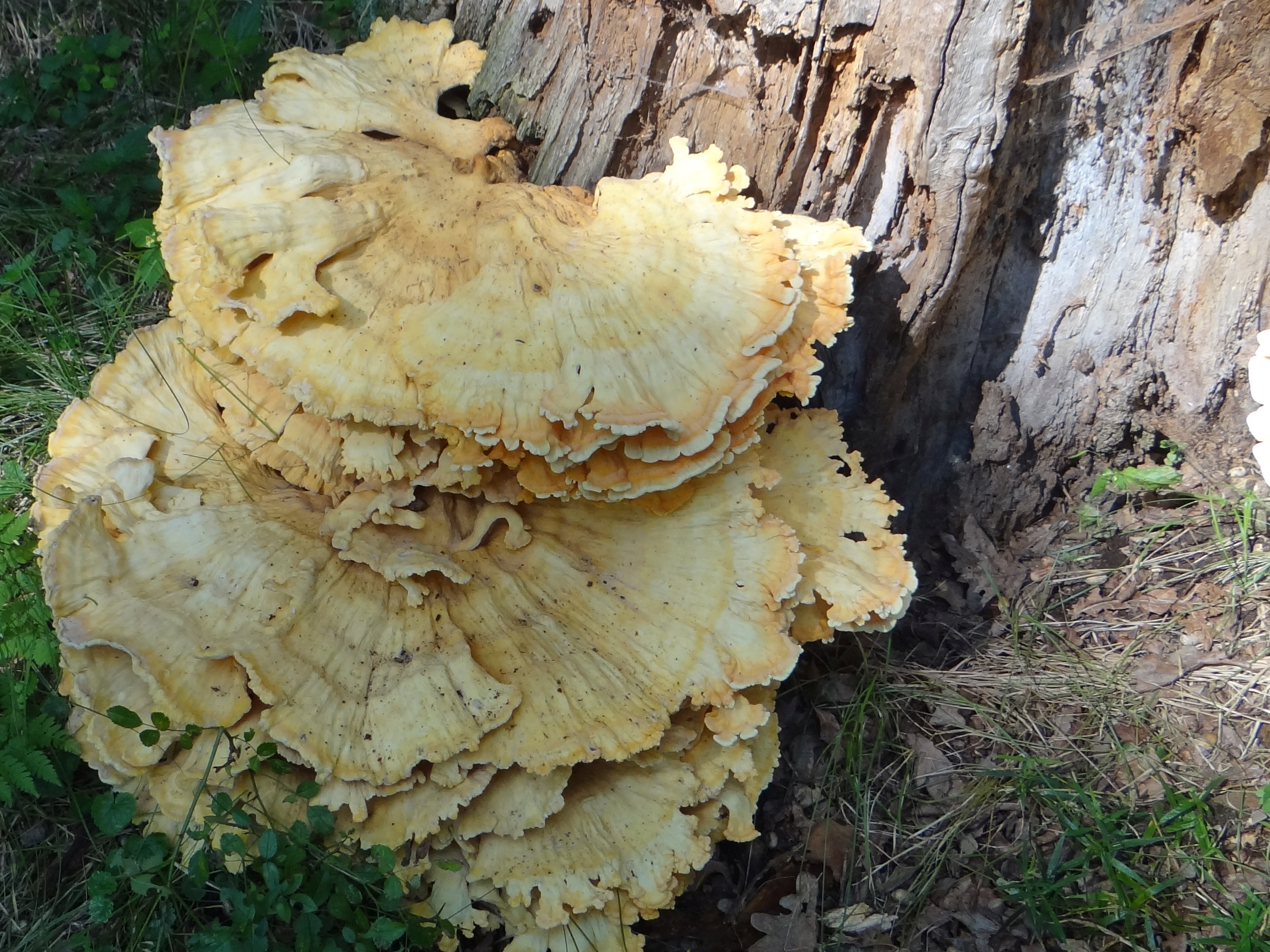
Stare owocniki

Żółciak siarkowy (Laetiporus sulphureus (Bull.) Murrill) – gatunek grzybów z rzędu żagwiowców (Polyporales).

## Systematyka i nazewnictwo
Pozycja w klasyfikacji według Index Fungorum: Laetiporus, Laetiporaceae, Polyporales, Incertae sedis, Agaricomycetes, Agaricomycotina, Basidiomycota, Fungi
Po raz pierwszy takson ten zdiagnozował w 1789 r. Jean Baptiste François Pierre Bulliard, nadając mu nazwę Boletus sulphureus. Obecną, uznaną przez Index Fungorum nazwę nadał mu w 1920 r. William Alphonso Murrill, przenosząc go do rodzaju Laetiporus.
Synonimów naukowych ma ponad 70, niektóre z nich:

- Agaricus speciosus Battarra 1755
- Boletus citrinus Lumn. 1791
- Boletus imbricatus Bull. 1788
- Boletus sulphureus Bull. 1789
- Ceriomyces aurantiacus (Pat.) Sacc. 1888
- Cladomeris casearius (Fr.) Quél. 1886
- Daedalea imbricata (Bull.) Purton 1821
- Grifola sulphurea (Bull.) Pilát 1934
- Leptoporus casearius (Fr.) Quél. 1888
- Leptoporus imbricatus (Bull.) Quél. 1888
- Polypilus imbricatus (Bull.) P. Karst. 1882
- Sistotrema sulphureum (Bull.) Rebent. 1804
- Stereum speciosum Fr. 1871
- Sulphurina sulphurea (Quél.) Pilát 1942[2].

Nazwę polską podano w pracy Stanisława Domańskiego i in. w 1967 r. W polskim piśmiennictwie mykologicznym gatunek ten opisywany był też jako huba żółta, żagiew Rostafińskiego, żagiew topolowa, grzyb siarkowy, huba siarkowa.

## Morfologia
Kapelusz
Zazwyczaj bez trzonu, grubomięsisty, przyrośnięty bokiem do drzewa, o średnicy 10–40 cm. Często owocniki występują dachówkowato jeden nad drugim. Młode okazy często mają bulwowaty kształt, później stają się wachlarzowate, półkuliste lub nieregularnie zdeformowane. Powierzchnia górna pagórkowata, nierówna, promieniście pomarszczona. Barwa siarkowożółta do pomarańczowej (często z różowym odcieniem), która z wiekiem blednie. Brzeg nieregularny, falisty, podwinięty. Spotykane są też owocniki z brzegiem ostrym. Brzeg jest często barwy cytrynowej.
Hymenofor
Rurkowaty, nieoddzielający się od miąższu. Rurki krótkie (o długości do 1,5–5 mm), barwy siarkowożółtej. Pory rurek bardzo drobne (na jednym mm mieści się ich 3-5), początkowo siarkowożółte, potem ochrowożółte.
Miąższ
Barwy białej do kremowożółtej, u młodych egzemplarzy miękki i soczysty, u starszych kruchy. W smaku przyjemny, nieco kwaśny, zapach grzybowy.
Wysyp zarodników
Jasnożółty, szybko jaśniejący do białego. Zarodniki bezbarwne, gładkie, o kształcie od jajowatego do owalnego lub łezkowate. Mają ostro zakończoną podstawę i krople w środku. Rozmiary: 5–6,5 × 3,5–4,5 μm.

## Występowanie i siedlisko
Gatunek kosmopolityczny, poza Antarktydą występujący na wszystkich kontynentach. Najliczniej notowany na półkuli północnej, zwłaszcza w Ameryce Północnej i w Europie. W Polsce gatunek pospolity.
Owocniki jednoroczne, pojawiają się od kwietnia do października, ale głównie wiosną. Zazwyczaj występuje w parkach, na przydrożnych drzewach, w sadach i ogrodach. W lasach jest rzadszy. Występuje głównie na drzewach liściastych, na drzewach iglastych bardzo rzadko. Najczęściej atakuje dęby, brzozy, wierzby i drzewa owocowe.

## Znaczenie
Groźny nadrzewny grzyb chorobotwórczy. Atakuje głównie drzewa liściaste, zarówno okazy osłabione, jak i te w pełni zdrowe. Najczęściej owocniki powstają na jeszcze żywym drzewie. Powoduje intensywną brunatną zgniliznę drewna, najpierw w twardzieli, później w bielu, przyczyniając się do powstawania w drewnie dziupli. Opanowane przez niego drzewo ginie w ciągu kilku lat.
Jadalne są tylko młode owocniki po odpowiednim przygotowaniu. Polega ono na płukaniu, obgotowaniu i odlaniu wody. Dopiero tak przygotowane grzyby można dalej przetwarzać (np. smażyć). Surowe owocniki są trujące, starsze są niejadalne nawet po obróbce termicznej. Podejrzewa się, że żółciaki rosnące na cisach są trujące, nie zostało to jednak udowodnione.